# Charmont-sous-Barbuise
Charmont-sous-Barbuise és un municipi francès situat al departament de l'Aube i a la regió del Gran Est. L'any 2007 tenia 902 habitants.

## Demografia

### Població
El 2007 la població de fet de Charmont-sous-Barbuise era de 902 persones. Hi havia 336 famílies de les quals 60 eren unipersonals (28 homes vivint sols i 32 dones vivint soles), 112 parelles sense fills, 144 parelles amb fills i 20 famílies monoparentals amb fills.
La població ha evolucionat segons el següent gràfic:
Habitants censats

### Habitatges
El 2007 hi havia 367 habitatges, 336 eren l'habitatge principal de la família, 13 eren segones residències i 18 estaven desocupats. 364 eren cases i 2 eren apartaments. Dels 336 habitatges principals, 285 estaven ocupats pels seus propietaris, 46 estaven llogats i ocupats pels llogaters i 5 estaven cedits a títol gratuït; 2 tenien una cambra, 5 en tenien dues, 32 en tenien tres, 84 en tenien quatre i 213 en tenien cinc o més. 272 habitatges disposaven pel capbaix d'una plaça de pàrquing. A 121 habitatges hi havia un automòbil i a 191 n'hi havia dos o més.

### Piràmide de població
La piràmide de població per edats i sexe el 2009 era:
| Homes | Edats   | Dones |
| ----- | ------- | ----- |
| 0     | 95 o +  | 4     |
| 0     | 90 a 94 | 0     |
| 0     | 85 a 89 | 12    |
| 0     | 80 a 84 | 4     |
| 8     | 75 a 79 | 8     |
| 24    | 70 a 74 | 24    |
| 8     | 65 a 69 | 16    |
| 12    | 60 a 64 | 16    |
| 8     | 55 a 59 | 12    |
| 32    | 50 a 54 | 20    |
| 24    | 45 a 49 | 8     |
| 32    | 40 a 44 | 16    |
| 32    | 35 a 39 | 36    |
| 28    | 30 a 34 | 44    |
| 12    | 25 a 29 | 32    |
| 12    | 20 a 24 | 16    |
| 12    | 15 a 19 | 8     |
| 36    | 10 a 14 | 36    |
| 8     | 5 a 9   | 36    |
| 24    | 0 a 4   | 28    |

## Economia
El 2007 la població en edat de treballar era de 568 persones, 451 eren actives i 117 eren inactives. De les 451 persones actives 423 estaven ocupades (227 homes i 196 dones) i 28 estaven aturades (11 homes i 17 dones). De les 117 persones inactives 35 estaven jubilades, 45 estaven estudiant i 37 estaven classificades com a «altres inactius».

### Ingressos
El 2009 a Charmont-sous-Barbuise hi havia 365 unitats fiscals que integraven 987,5 persones, la mediana anual d'ingressos fiscals per persona era de 20.083 €.

### Activitats econòmiques
Dels 44 establiments que hi havia el 2007, 3 eren d'empreses extractives, 1 d'una empresa alimentària, 7 d'empreses de construcció, 10 d'empreses de comerç i reparació d'automòbils, 4 d'empreses de transport, 2 d'empreses d'hostatgeria i restauració, 1 d'una empresa d'informació i comunicació, 1 d'una empresa financera, 4 d'empreses immobiliàries, 6 d'empreses de serveis, 3 d'entitats de l'administració pública i 2 d'empreses classificades com a «altres activitats de serveis».
Dels 13 establiments de servei als particulars que hi havia el 2009, 1 era una oficina de correu, 2 tallers de reparació d'automòbils i de material agrícola, 4 paletes, 1 fusteria, 2 lampisteries, 2 perruqueries i 1 restaurant.
Dels 3 establiments comercials que hi havia el 2009, 1 era una botiga de més de 120 m², 1 una botiga de menys de 120 m² i 1 una llibreria.
L'any 2000 a Charmont-sous-Barbuise hi havia 23 explotacions agrícoles que ocupaven un total de 3.020 hectàrees.

## Equipaments sanitaris i escolars
L'únic equipament sanitari que hi havia el 2009 era una farmàcia.
El 2009 hi havia 1 escola maternal i 1 escola elemental.

## Poblacions més properes
El següent diagrama mostra les poblacions més properes.